# Luci Titini Pansa Sac
Luci Titini Pansa Sac (en llatí: Lucius Titinius Pansa Saccus) va ser un magistrat romà que va viure al segle iv aC. Formava part de la gens Titínia, i portava el cognomen de Pansa.
Va ser tribú amb potestat consolar l'any 400 aC. Titus Livi diu que era d'una família patrícia, però els Titinii eren plebeus. Va repetir el càrrec per segona vegada el 396 aC, i se li va encarregar juntament am el seu col·lega Gneu Genuci Augurí la guerra contra els faliscs i capenats. Va caure en una emboscada però va aconseguir reagrupar les seves forces i resistir dalt d'un turó. Genuci va morir en aquella batalla. El mencionen, a més de Titus Livi, els Fasti Capitolini.